# AMD Platform Security Processor
AMD Platform Security Processor (PSP) (офіційна назва AMD Secure Technology) — спеціальна підсистема процесорів компанії AMD, випущених приблизно починаючи з 2013 року, і схожа за функціональністю на Intel Management Engine.
Згідно з офіційним документом AMD для розробників системного ПЗ, «підсистема відповідає за створення і підтримку захищеного середовища (англ. security environment)», і що «функції PSP включають: початкове завантаження системи, ініціалізацію різних механізмів, пов'язаних з безпекою, і моніторинг системи на предмет підозрілої активності або подій, і вжиття відповідних заходів у випадку такої активності».
Критики системи вважають, що вона може слугувати бекдором, і є насправді загрозою для безпеки.
На прохання відкрити початковий код PSP AMD відповіла відмовою.

## Деталі реалізації
PSP виконується на окремому процесорі з архітектурою ARM, що розташований на тому ж кристалі, що і головний процесор.

## Безпека
У листопаді 2017 року інженер з безпеки Google Цфір Коген доповів AMD про знайдену ним вразливість у підсистемі PSP, що може дозволити атаку з витоком важливої інформації.
У березні 2018 року ізраїльська дослідницька компанія CTS Labs оголосила про серію вразливостей у процесорах мікроархітектури AMD Zen, таких як EPYC і Ryzen. У звіті зазначається, що проблеми у PSP можуть призвести до витоку важливої інформації. AMD підтвердила наявність проблеми і оголосила про доступність оновлень для firmware.